# チャールズ・ロビンソン (イラストレーター)
チャールズ・ロビンソン（Charles Robinson、1870年10月22日 - 1937年6月13日）は、イギリスのイラストレーターである。子供向けの書籍の挿絵を描いたことなどで知られている。

## 略歴
ロンドンのイズリントンで、イラストレーター、版画家のトーマス・ロビンソン(Thomas Robinson: 1838–1902）の息子に生まれた 。兄弟のトーマス・ヒース・ロビンソン（Thomas Heath Robinson: 1869–1954）とウィリアム・ヒース・ロビンソン（William Heath Robinson: 1872–1944）もイラストレーターになった。ハイベリーの工芸学校（Highbury School of Art）で美術を学んだ後フィンズベリー（Finsbury）の版画出版社（Waterlow and Sons）と7年間の徒弟契約を結んで働き、その間、美術学校の夜間コースで学んだ。ロイヤル・アカデミー・オブ・アーツの入学資格を得たが、経済的理由で入学できなかった。
25歳で絵が売れるようになり、ラファエル前派の芸術家やアール・ヌーヴォーのスタイルに影響をうけた作品を描き、オーブリー・ビアズリーの作品や日本の版画やアルブレヒト・デューラーの版画作品から影響を受けた。
1897年にミドルセックスで結婚した。
書籍の挿絵の最初の仕事は1895年に出版されたロバート・ルイス・スティーヴンソンの『子供の詩の園』の改定版の挿絵で、1885年に『ペニー・ホィッスルズ』（Penny Whistles）の題名で刊行された詩集はロビンソンの挿絵とともにこの新しい版で成功したとされる。それに続いて『不思議の国のアリス』の改訂版やグリム童話集の挿絵を描いた。
第一次世界大戦が始まると44歳になっていたロビンソンは国内防衛民兵組織の義勇訓練隊（Volunteer Training Corps）に入隊し中尉になった。大戦後は不景気で挿絵付きの豪華本の需要が減ったため、書籍の再絵の仕事を止め、雑誌の仕事をし、晩年は水彩画などの絵画を描いた。192年に王立水彩画協会（Royal Institute of Painters in Water Colours）の会員になった。ロンドン・スケッチ・クラブ（London Sketch Club）の会員であり、1926年から1927年の間、会長も務めた。

## 作品

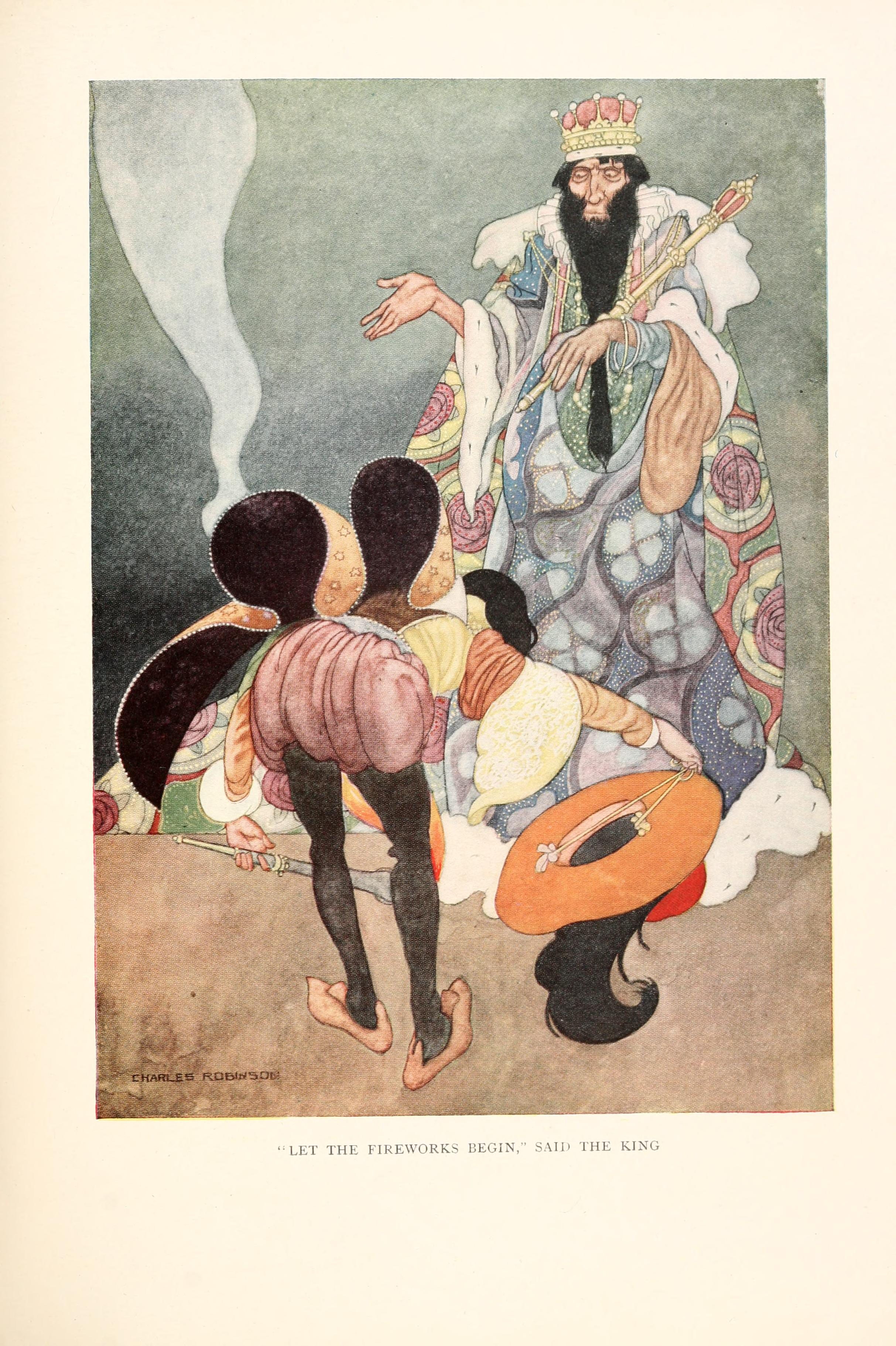
オスカー・ワイルドの『幸福な王子その他』の挿絵 (1913)
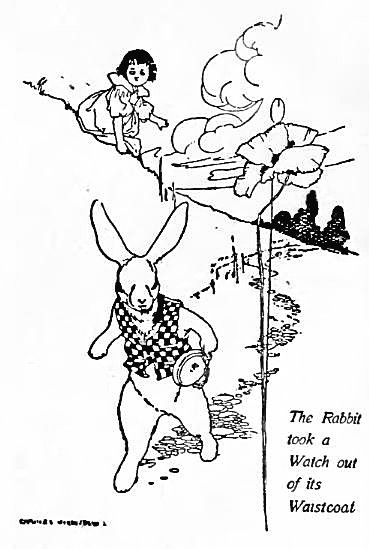
『不思議の国のアリス』の挿絵
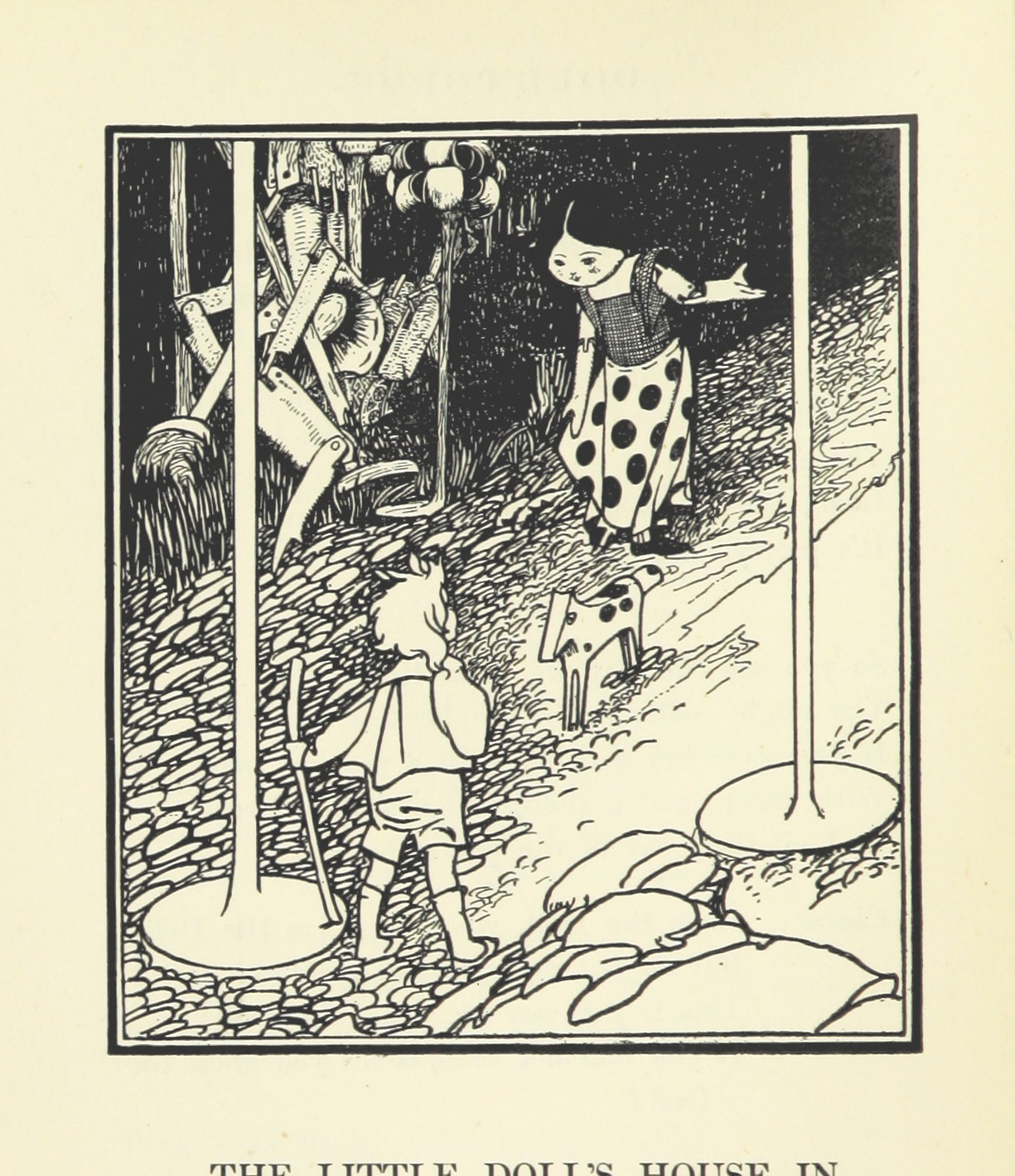
ウィリアム・ブライティ・ランズ編の「Lilliput Lyrics」挿絵
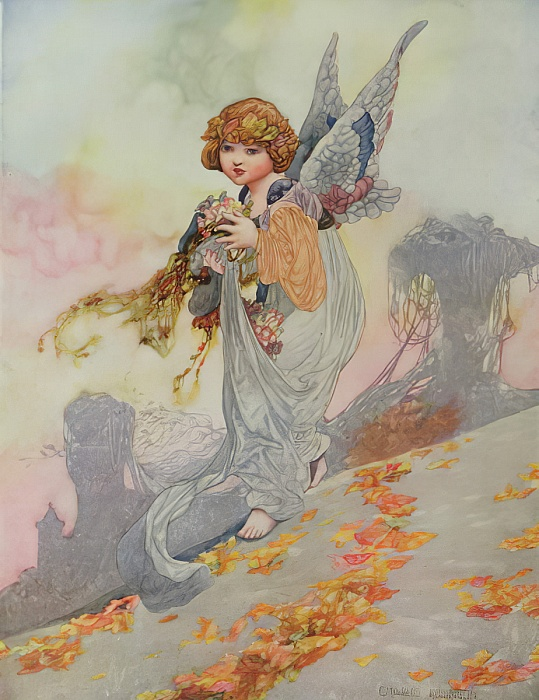
A & F Pears社の広告のための作品(1920)